# Lake Chelan Sawtooth Wilderness
Pour les articles homonymes, voir Chelan.
L'aire sauvage Lake Chelan-Sawtooth (Lake Chelan-Sawtooth Wilderness en anglais) est une zone naturelle protégée de 612,84 km2 située à l'intérieur des forêts nationales d'Okanogan et de Wenatchee dans le nord de l'État de Washington aux États-Unis.

## Description
La zone est créée en 1984 et est depuis gérée par le Service des forêts des États-Unis. Située dans la partie septentrionale de la chaîne des Cascades, elle est située à l'est de la zone récréative de Lake Chelan National Recreation Area et du parc national des North Cascades. Elle tire son nom du proche lac Chelan, le troisième lac le plus profond des États-Unis.